# Żelazny rycerz
Żelazny rycerz (ang. Ironclad) – film przygodowy z 2011 roku, którego akcja toczy się w średniowiecznej Anglii. Film jest adaptacją sztuki Stephena McDoola bazującej na autentycznych wydarzeniach.

## Treść[1]
Anglia, roku 1215. W kraju narasta niezadowolenie z rządów króla Jana bez Ziemi. Baronowie buntują się przeciwko królowi i zmuszają go do podpisania Wielkiej Karty Swobód. Król nie ma zamiaru jednak jej respektować. Kilka miesięcy później gromadzi armię duńskich najemników i wyrusza pacyfikować kraj. Dociera do zamku Rochester. Tam grupa rycerzy pod dowództwem templariusza Marshalla (James Purefoy) stawia bohaterski opór.

## Główne role
- James Purefoy: Thomas Marshall
- Brian Cox: baron William de Albany
- Paul Giamatti: król Jan
- Kate Mara: lady Isabel
- Mackenzie Crook: Daniel Marks
- Jason Flemyng: Gil Becket
- Derek Jacobi: Cornhill
- Charles Dance: biskup Stephen Langton
- Jamie Foreman: Jedediah Coteral
- Rhys Parry Jones: Wulfstan
- Aneurin Barnard: Knappe
- Vladimir Kulich: Hauptmann Tiberius